# بوریسوو (استان آمور)
بوریسوو (به لاتین: Borisovo) یک منطقهٔ مسکونی در روسیه است که در استان آمور واقع شده‌است.